# Komentarz audio
Komentarz audio – dodatkowa ścieżka dźwiękowa, umieszczana na płytowych wydaniach filmów, seriali i gier video (LaserDisc, DVD, Blu-ray), zawierająca dźwiękowy komentarz osób związanych z danym dziełem. Komentarze audio mają charakter informacyjno-merytoryczny oraz/bądź czysto rozrywkowy. Z uwagi na to, że długość komentarza jest zbliżona do czasu odtwarzania powiązanego z nim dzieła (zazwyczaj pełnometrażowego filmu fabularnego), komentarz zawiera ilość informacji, których nie jest w stanie przekazać żadna inna, powiązana z dziełem produkcja, dokumentująca historię jego powstania. Czas ten ulega zwielokrotnieniu w przypadku umieszczenia na płycie większej ilości komentarzy. Zawartość komentarza audio jest nagrywana bądź montowana synchronicznie do czasu projekcji, co daje zamierzone wrażenie oglądania filmu wraz z jego twórcami.
W zależności od metody authoringu, komentarz może być dostępny z poziomu menu dodatków, menu wyboru ścieżki dźwiękowej lub za pomocą pilota podczas odtwarzania filmu (o ile ta opcja została dozwolona podczas authoringu). Komentarze audio są czasami uzupełniane równoległymi napisami.

## Historia
Komentarz audio został wymyślony w 1984 roku. Amerykańska firma dystrybucyjna The Criterion Collection, wówczas lider w produkcji kolekcjonerskich edycji filmów, prowadziła prace nad wydaniem King Konga na nośniku LaserDisc. Podczas kopiowania filmu z celuloidu na taśmę video, w studiu był obecny historyk kina Ronald Haver, na bieżąco komentujący przebieg akcji dla studyjnych techników. Oni doradzili producentom wydania, by nagrać Havera jeszcze raz i umieścić jego monolog na płycie, jako oddzielną ścieżkę dźwiękową.
Pierwsze, nieliczne jeszcze komentarze były umieszczane wyłącznie na płytach LaserDisc w ramach „The Criterion Collection”. Rozwój komentarzy audio spowodowało rozpowszechnienie formatu DVD po 1997 roku. Niektóre komentarze na płytach DVD były kopiowane ze wcześniejszych wydań LaserDisc. Przykładem jest film Kontakt, wydany jesienią 1997 roku zarówno na LaserDisc, jak i na DVD. Wydanie LaserDisc zawierało jeden komentarz audio, autorstwa reżysera Roberta Zemeckisa i producenta Steve’a Starkeya. Natomiast na wydaniu DVD umieszczono aż trzy komentarze, w tym jeden, wspomniany wcześniej, skopiowany z wydania LaserDisc.
Od tamtej pory idea umieszczania komentarzy na płytach DVD zyskała szerokie grono wielbicieli, zarówno po stronie twórców, jak i odbiorców. Wielu słynnych reżyserów filmowych chętnie nagrywa komentarze audio, uważając, że jest to zarówno świetna lekcja dla młodych filmowców, jak i okazja do ujawnienia szczegółów produkcji, bądź intencji stojących za rozwiązaniami formalnymi i fabularnymi swoich dzieł. Do zwolenników komentarzy należą m.in. John Carpenter, James Cameron, George Lucas, Kevin Smith, Paul Verhoeven, David Fincher, Robert Zemeckis, Terry Gilliam, Werner Herzog, Francis Ford Coppola, Ridley Scott, David Cronenberg oraz Steven Soderbergh, który powiedział, że komentarz audio jest lepszy od jakiejkolwiek szkoły filmowej. Z drugiej strony tak uznani twórcy, jak Steven Spielberg, David Lynch czy Woody Allen nigdy nie nagrali komentarza audio, choć Spielberg chętnie występuje w filmach dokumentujących historię powstawania jego filmów.
W przypadku jubileuszowych reedycji starych filmów, których autorzy już nie żyją, do nagrania komentarza zaprasza się historyków kina, renomowanych krytyków filmowych, a także współczesnych reżyserów. Czasami do jednego filmu jest dołączanych kilka komentarzy audio, co daje możliwość wypowiedzenia się większej liczbie twórców dzieła. Zjawisko to zaowocowało także fanowskimi komentarzami audio, które oferowano do ściągnięcia przez Internet, a następnie zalecano do synchronicznego odtwarzania wraz z filmem.

## Rodzaje komentarzy
Ze względów montażowych, komentarze audio można podzielić na trzy kategorie:
- komentarz nagrany na żywo, bez cięć, równolegle z odtwarzanym filmem od początku do końca (najczęstsza praktyka)
- komentarz zmontowany z oddzielnie nagranych wypowiedzi aktorów i twórców, czasami przedzielanych głosem moderatora, zapowiadającego daną osobę (2001: Odyseja kosmiczna, Terminator 2: Dzień sądu)
- komentarz nagrany lub zmontowany tylko dla wybranych scen (Hydrozagadka)

Ze względów percepcyjnych, komentarze można podzielić na cztery kategorie:
- komentarz istniejący wyłącznie jako dodatkowa ścieżka dźwiękowa (najczęstsza praktyka)
- komentarz audio połączony z wizualnym efektem telestratora, czyli quasi-rysunkowym, interakcyjnym obrysem komentatorów, „siedzących” tuż przed obrazem jak w sali kinowej; obrys w tej wersji funkcjonuje jako oddzielna ścieżka napisów (Faceci w czerni, Pogromcy duchów)
- komentarz audio w dodatkowej wersji video, w której widać aktorów, nagrywających komentarz (Jerry Maguire, Goonies)
- komentarz wyłącznie tekstowy (figurujący pod nazwami „text commentary” lub „trivia track”), funkcjonujący jako oddzielna ścieżka napisów (Otchłań, seria kinowa Star Trek)

Ze względów merytorycznych, komentarze audio można podzielić na trzy kategorie
- komentarz audio, w którym twórcy występują pod własnymi nazwiskami, przedstawiając prawdziwe informacje (najczęstsza praktyka)
- fałszywy komentarz audio, w którym autentyczni twórcy lub podstawione osoby udają fikcyjnych bohaterów komentowanego filmu, nieistniejących krytyków filmowych lub inne osoby, podające celowo fałszywe informacje na temat komentowanego dzieła
- komentarz zawierający oba powyższe postulaty

## Polskie komentarze audio
Pierwsze polskie komentarze audio do wydań DVD polskich filmów funkcjonowały na zasadzie przypadku i dobrych chęci wydawcy. Dopiero firma dystrybucyjna Monolith Films, jako pierwsza na polskim rynku, rozpoczęła regularne nagrywanie komentarzy audio do wydawanych przez siebie polskich filmów.
Przykłady polskich filmów, do których w wersji DVD nagrano komentarz audio:
- Krzyżacy – komentarz aktorów Emila Karewicza i Mieczysława Kalenika
- Pan Wołodyjowski – komentarz aktorów Daniela Olbrychskiego i Magdaleny Zawadzkiej
- Potop – komentarz aktorów Daniela Olbrychskiego i Małgorzaty Braunek
- Ogniem i mieczem – komentarz aktorów Krzysztofa Kowalewskiego i Wiktora Zborowskiego
- Czterej pancerni i pies – komentarz aktorów Włodzimierza Pressa, Poli Raksy i Witolda Pyrkosza (tylko do czterech pierwszych odcinków, wyłącznie pierwsze wydanie DVD TVP)
- Hydrozagadka –  komentarz reżysera Andrzeja Kondratiuka i aktorki Igi Cembrzyńskiej (tylko do 10' montażu scen z filmu)
- Ucieczka z kina „Wolność” – komentarz reżysera Wojciecha Marczewskiego i aktora Janusza Gajosa
- Weiser – komentarz reżysera Wojciecha Marczewskiego i aktora Marka Kondrata
- Dzień świra – komentarz reżysera Marka Koterskiego
- Superprodukcja – komentarz reżysera Juliusza Machulskiego i scenarzysty Jarosława Sokoła
- Vinci – komentarz reżysera Juliusza Machulskiego
- Kołysanka – komentarz reżysera Juliusza Machulskiego
- Wojna żeńsko-męska – komentarz reżysera Łukasza Palkowskiewgo
- Pokłosie – komentarz reżysera Władysława Pasikowskiego i aktora Macieja Stuhra
- Pianista – komentarz scenografa Allana Starskiego i autora zdjęć Pawła Edelmana
- Trzy minuty. 21:37 – komentarz reżysera Macieja Ślesickiego
- Listy do M. – komentarz reżysera Mitji Okorna i producentki Izabeli Łopuch
- Mała matura 1947 – komentarz reżysera Janusza Majewskiego
- Miasto 44 – komentarz reżysera Jana Komasy i producenta Michała Kwiecińskiego